# Asado de cerdo
Un asado de cerdo es un evento o reunión que implica la barbacoa de un cerdo entero. 
Los asados de cerdo, bajo una variedad de nombres, son un evento de celebración tradicional común en muchos lugares, incluyendo República Dominicana, Filipinas, Puerto Rico y Cuba, así como en zonas de Estados Unidos, como Hawái (dentro de las celebraciones de un luau) y en el Profundo sur (cerdo pickin'). Un asado de cerdo, o kafana, es una comida tradicional en los estados balcánicos de Serbia y Montenegro, y a menudo se puede encontrar en el menú de tabernas y bares tradicionales. En el sudeste asiático, un asado de cerdo es un alimento básico entre las comunidades hindúes, budistas y cristianas, especialmente entre los filipinos católicos y los hindúes balineses, o los chinos budistas.

## Tradiciones

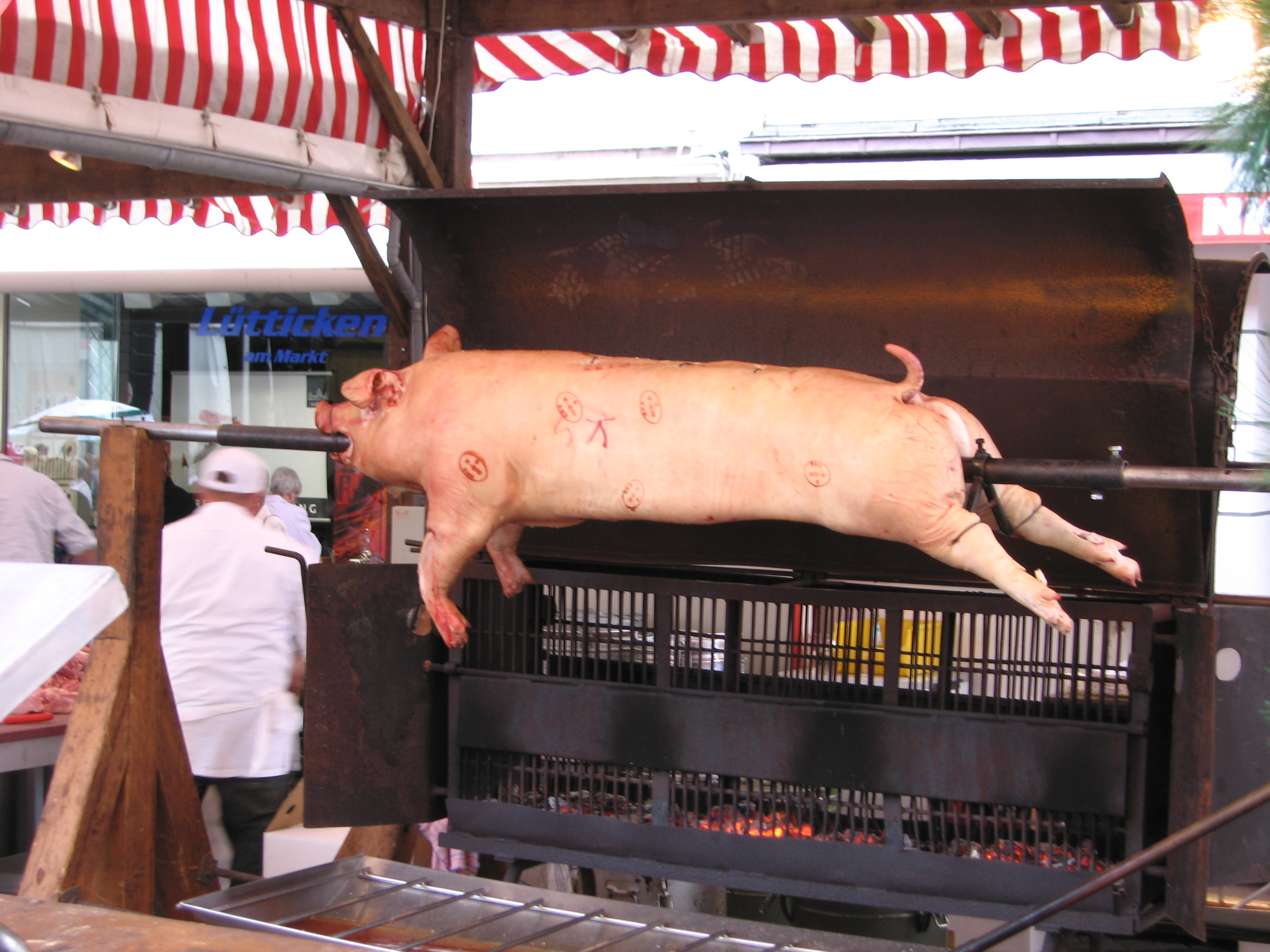
Cerdo asado en Wittlich, Alemania

La tradición del asado de cerdo se remonta milenios y se encuentra en muchas culturas. Hay numerosas formas de asar carne de cerdo, incluyendo asado a fuego abierto o asado a la parrilla estilo "caja china". Muchas familias preparan un asado de cerdo para el Día de Acción de Gracias o Navidad. En Miami y otras áreas con grandes poblaciones cubanas, puertorriqueñas, hondureñas u otras caribeñas, los asados de cerdo a menudo son celebrados en Nochebuena por familiares y amigos, mientras que las familias de Hawái suelen celebrar un asado en el Día de los Caídos.

### Brasil
En Brasil, el cerdo asado se llama porco no rolete (literalmente, cerdo en el rodillo). Su preparación consiste en un cerdo asado entero al fuego o brasas, pero siempre girando sobre estacas (de ahí el nombre), lo que da uniformidad en el punto. Muchas ciudades han adoptado el porco no rolete como un plato típico, algunas incluso celebran un evento gastronómico anual donde se destaca el plato. Entre ellos se encuentra Toledo, en Paraná, que celebra la fiesta más tradicional y conocida, Franca, en el interior de São Paulo, donde República Zé Porcão da UNESP celebra cada año desde 2001, la fiesta Zé Porcão en Rolete, Ponta Porã y São Gabriel do Oeste, en Mato Grosso do Sul.

### China

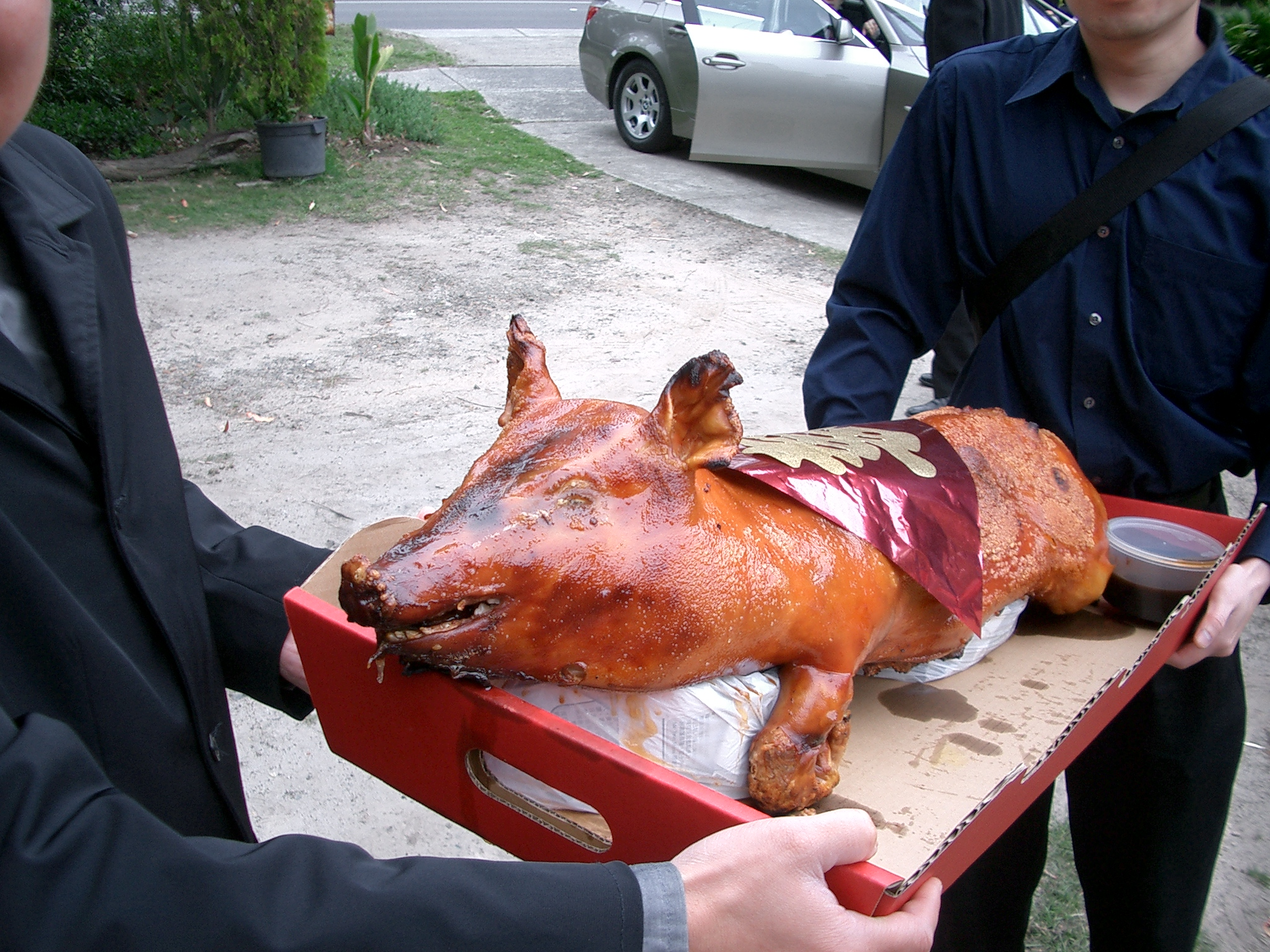
Cochinillo asado con letrero 囍 (Doble Felicidad) en una boda cantonesa

En varias comunidades chinas (especialmente en el sur de China), se compra un cochinillo asado para ocasiones familiares especiales, lanzamientos de negocios o como una ofrenda espiritual ritualista. Por ejemplo, una tradición es ofrecer uno o varios lechones asados enteros al Emperador de Jade para celebrar el estreno de una película china. El cerdo es sacrificado para alejar los males y en oración por el éxito de la película. Una guarnición utilizada para hacer que el plato se vea más atractivo es una rodaja de piña y cereza, y a menudo se coloca en una caja roja para la suerte. 

### Indonesia

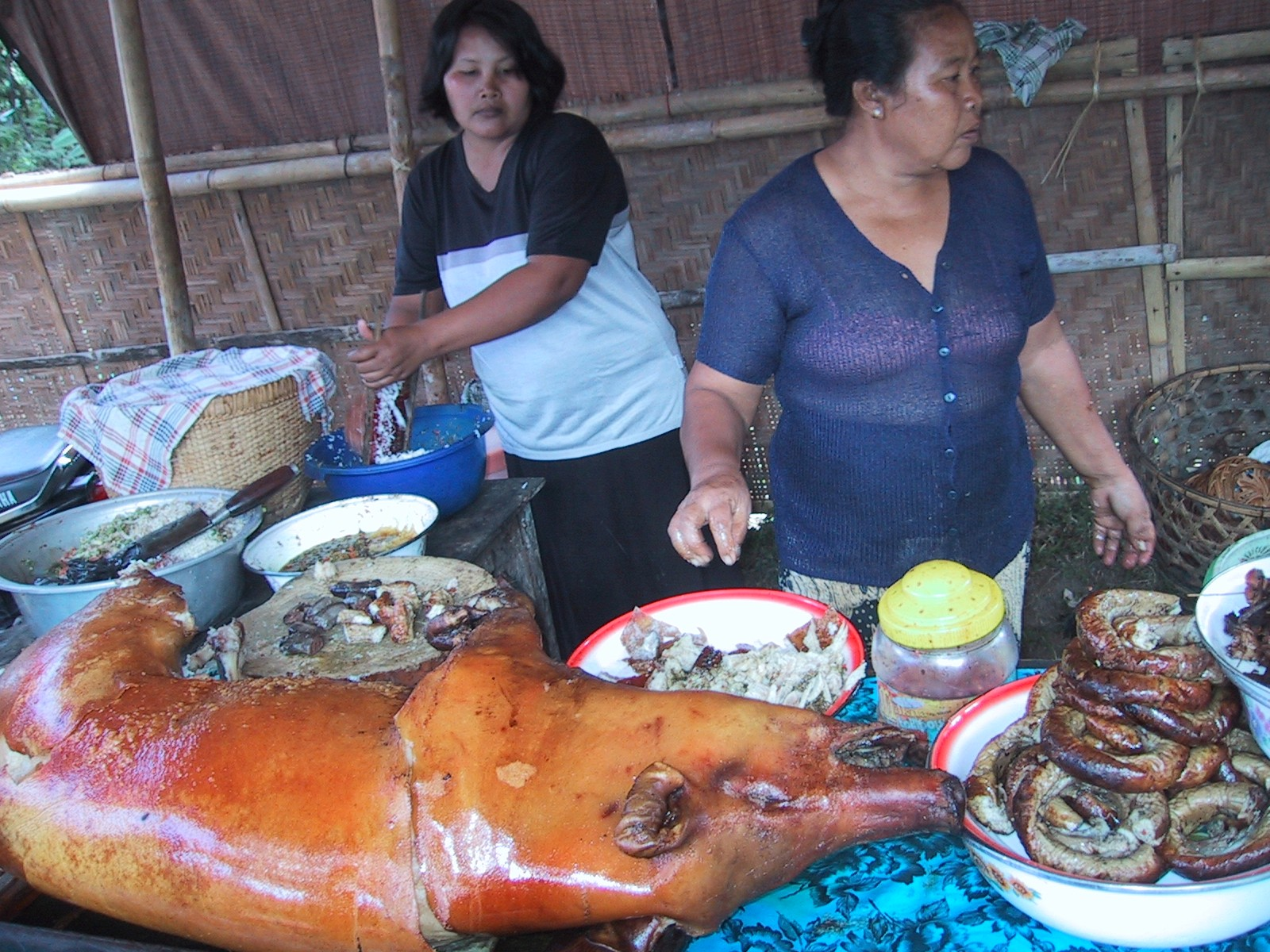
Babi guling balinés o cochinillo asado

En Indonesia, un asado de cerdo se llama babi guling, babi putar, babi panggang o babi bakar; sin embargo, rara vez se encuentra en Indonesia, excepto en las provincias de mayoría no musulmana, como las tierras hindúes de Bali y el área cristiana de Batak en el norte de Sumatra, el pueblo Minahasa del norte de Sulawesi, Toraja en el sur de Sulawesi, Papúa y también entre los indonesios chinos. En Bali, el babi guling generalmente se sirve con arroz lawar y al vapor; es un plato popular en los restaurantes y warungs balineses. En la tradición del pueblo Batak, el babi guling es un requisito previo en las ofrendas de bodas de la familia de la novia. En Papúa, los cerdos y el ñame se tuestan en piedras calientes colocadas en un agujero excavado en el suelo y cubiertas con hojas; este método de cocción se llama bakar batu (quemar la piedra) y es un importante evento cultural y social entre los papúes.

### España
En España se denomina cochinillo asado. Los asados de cerdo se están volviendo más populares en España y más en el sur de España debido a la comunidad de expatriados, así como a algunas de las antiguas colonias de España. 

### Estados Unidos

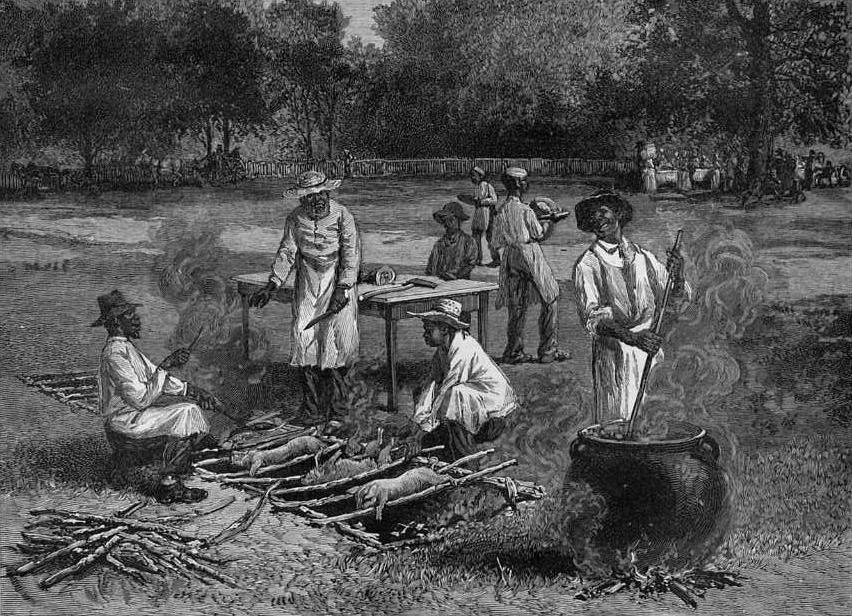
Una representación de 1887 de cerdo asado al estilo sureño. La práctica no es muy diferente de los métodos actuales.

En los Estados Unidos, asar un cerdo entero o un cerdo salvaje ha sido una tradición durante más de doscientos años, especialmente en el sur de los Estados Unidos, donde está estrechamente relacionado con la barbacoa. Desde el sur de Virginia hasta el norte de Florida, y al oeste hasta el río Misisippi, al sur de Luisiana, la carne preferida en las gastronomías cajún, apalache y cocina criolla es la carne de cerdo y lo ha sido desde la época colonial: los cerdos no requerían ningún manejo o mantenimiento especial y podían enviarse al bosque y cazados cuando los suministros se agotaban, y por lo tanto, fueron la mejor opción para la carne de los pequeños agricultores y propietarios de plantaciones, y para los hombres que vivían en las montañas, la tradición era llevar a sus cerdos al mercado cada otoño, engordando a muchos con nueces y bellotas que proliferaron en la zona. George Washington incluso menciona asistir a una barbacoa en su diario el 4 de agosto de 1769, y los registros en Mount Vernon muestran que tenía su propio ahumadero en las instalaciones. Al igual que muchos propietarios de plantaciones, crio a varios cerdos para el sacrificio en noviembre y una vez que sus esclavos hubieran terminado de curar la carne en jamón y tocino, asarían algunos cerdos enteros sobre brasas como regalo. Fuera de los estados angloparlantes del sur, los cajuns francófonos, entonces como ahora, tenían el cochon de lait como un plato tradicional para la reunión de sus grandes familias.

### Filipinas

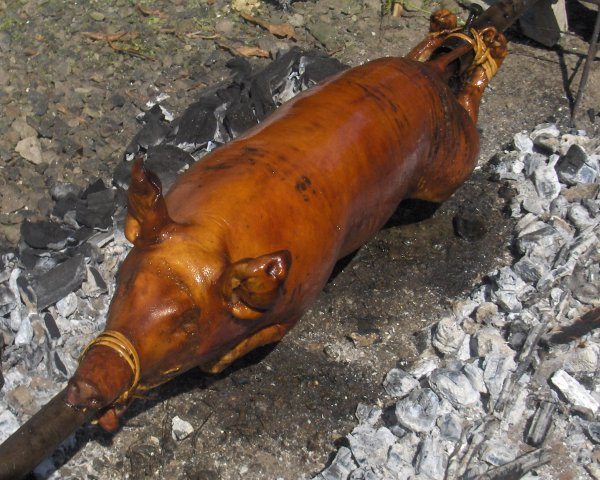
Lechón asado en Cádiz, Filipinas.

En Filipinas, una antigua colonia española, así como en las comunidades filipinas de ultramar, el cerdo asado también es el plato nacional y tiene el mismo significado culinario que en Puerto Rico y las comunidades de expatriados. Se le conoce como lechon baboy o litson baboy. Es uno de los aspectos más destacados en las celebraciones navideñas, fiestas de cumpleaños, bodas, debuts y reuniones familiares.

### Puerto Rico
El lechon asado es muy popular en muchas antiguas colonias españolas; es parte del plato nacional de Puerto Rico y generalmente se sirve con arroz con gandules. En Puerto Rico, los asados de cerdo ocurren durante todo el año, pero son más comunes en la víspera de Año Nuevo y especialmente en Navidad; ocasionalmente, si una familia se ha mudado a los Estados Unidos, se llevarán la receta y la usarán durante el verano.

### República Dominicana
En la República Dominicana, el puerco a la puya es una parte tradicional de la comida de Nochebuena.

### Reino Unido
En el Reino Unido, la tradición del asado de cerdos, más comúnmente conocido en el Reino Unido como un "hog roast", es popular en muchas ocasiones, particularmente en fiestas y celebraciones. Por lo general, es un evento al aire libre y una comida básica en muchos eventos de espectáculos. La tradición es asar ya sea en un asador, convirtiendo al cerdo bajo una llama o en un horno grande en una asadera; cerdos asados alrededor de 60 kg de peso son comunes en el Reino Unido. El cerdo normalmente se tuesta en una máquina de gas propano. La piel del cerdo se marca con una cuchilla afilada y se cubre con agua y sal para hacer el costra. En la antigüedad, desde los sajones, asar un jabalí era a menudo la pieza central de una comida en Yuletide. La cabeza era a menudo la mayor delicadeza, como lo demuestra la supervivencia de la cabeza del jabalí Carol. 

## Cocinado

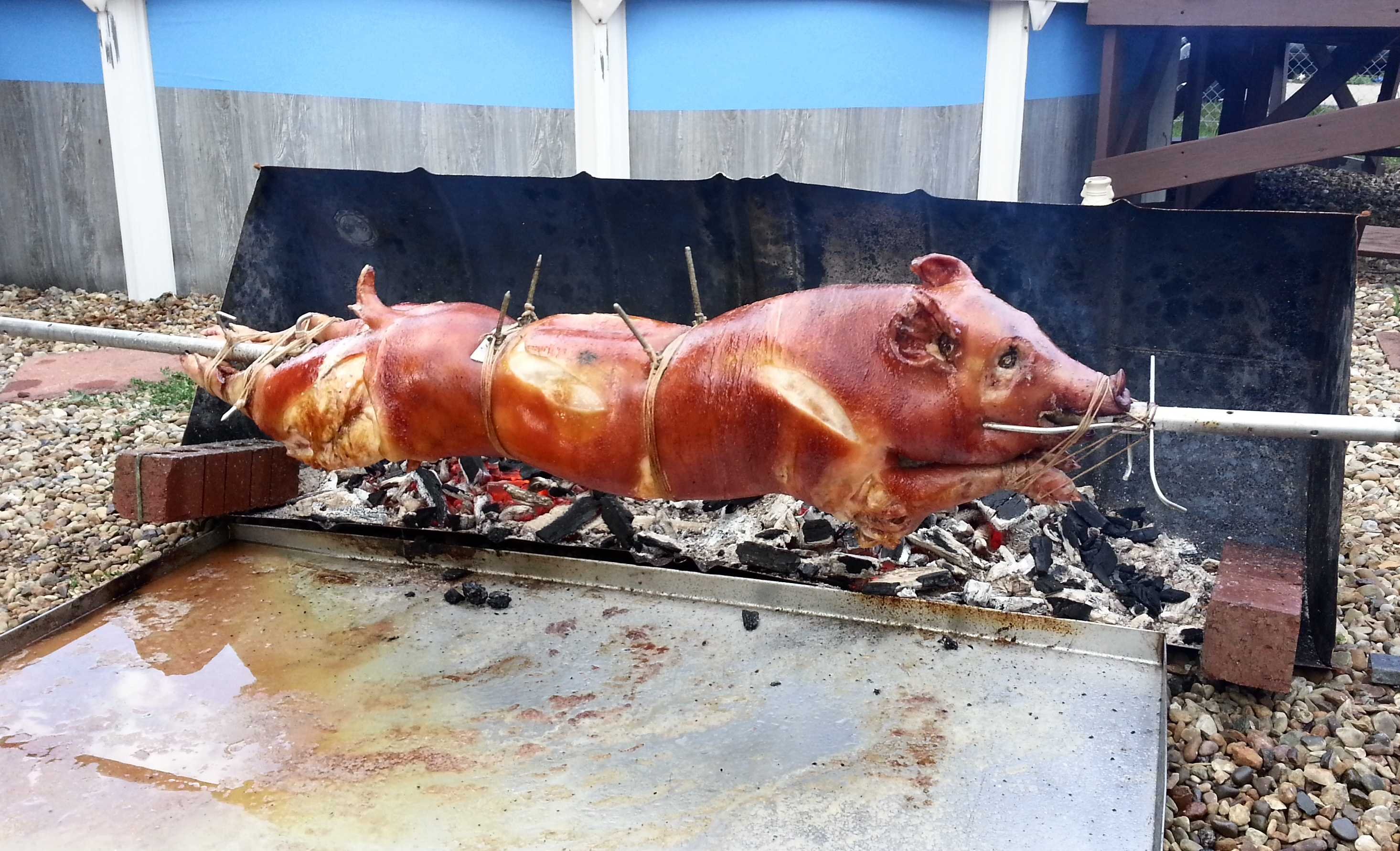
Un cerdo asado en un asador giratorio. Observe las brasas a un lado y una bandeja de goteo debajo. El cerdo está bañado con una mezcla de sal y cerveza.

Un cerdo, a menudo alrededor de 35 a 45 kg de peso, se divide por la mitad y se extiende sobre una parrilla grande de carbón o propano. Los estilos de parrillas utilizados son tan variados como los métodos para producirlos; algunos son caseros mientras que otros están hechos a medida. 
En un asado de cerdo al estilo hawaiano, un hoyo grande generalmente se excava en el suelo y se cubre con hojas de plátano, mientras que rocas de lava se calientan sobre una llama abierta hasta que estén muy calientes. Las rocas calentadas se colocan en el pozo, y se coloca un cerdo sazonado dentro y cubierto con hojas de plátano adicionales, que sirven como aislamiento y sabor.
En un asado de cerdo al estilo cubanoamericano, la "caja china" es el método comercialmente más popular para asar un cerdo entero. En su forma más tradicional, una caja de tostado se forma comúnmente sobre el suelo con bloques de concreto y malla de acero. Otro método popular es utilizar una caja de asado de cerdo, la marca más antigua y mejor conocida es "La Caja China". El proceso de cocción es comunal y generalmente lo hacen los hombres; el anfitrión es ayudado por amigos o familiares. Por lo general, toma de cuatro a ocho horas cocinar el cerdo por completo; el cerdo a menudo se comienza a cocinar por el "lado de la carne" hacia abajo, y luego se voltea una vez que el cerdo ha dejado de gotear grasa. Cuando se completa la cocción, lo ideal es que la carne esté tierna hasta el punto de desprenderse del hueso. Luego, la carne se pica o se mecha o los huéspedes la cogen directamente del cerdo asado. 
En Filipinas, el cerdo generalmente se rellena con especias, se coloca en un asador de bambú y se cocina sobre brasas.
En Puerto Rico, el asado de cerdo se prepara en adobo mojado que contiene ajo machacado, pimienta negra, sal, orégano brujo, aceite de oliva y vinagre de vino. 